# Stellicola pleurobranchi
Stellicola pleurobranchi is een eenoogkreeftjessoort uit de familie van de Lichomolgidae. De wetenschappelijke naam van de soort is voor het eerst geldig gepubliceerd in 1877 door Robby Kossmann.
De soort werd in 1861 door Karl Semper op een slak uit het geslacht Pleurobranchus gevonden in de Palaos-archipel.